# Gretchen Rau
Gretchen Rau (New Orleans, 6 juli 1939 – Northport, 29 maart 2006) was een Amerikaans decorontwerpster en Oscar-winnares.
Rau werkte in de Amerikaans filmindustrie aan films als Crocodile Dundee, A River Runs Through It, The Crucible en The Life Aquatic with Steve Zissou. Bovendien won ze een Oscar voor de decoratie van de film Memoirs of a Geisha en werd zij genomineerd voor de films The Last Samurai en The Good Shepherd.
Ze woonde tot haar overlijden op Long Island.